# 땅거울

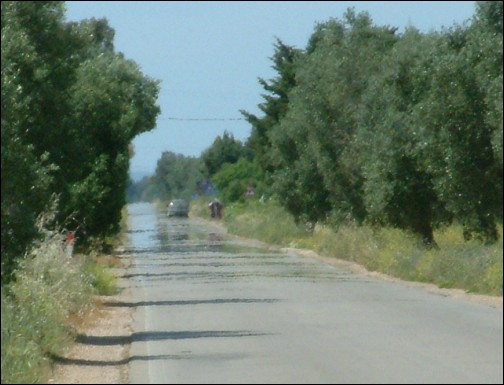

땅거울(inferior mirage)은 바람 없고 맑은 더운 날에, 아스팔트 도로 등에서 멀리 물이 보이는 현상이다.
가까이 다가가도 물은 없고 더 먼 곳에 보인다. 마치 물이 달아나는 것 같다고 해서 일본어로는 "도망물"(일본어: 逃げ水 니게미즈[*])이라고 한다. 일본에서는 1128년경의 『산목기가집』에서부터 기록이 남아 있으며, 여름의 풍물시중 하나라고 한다.
실제 위치보다 아래에 물건이 보이는 신기루의 일종이다.